# 龚圣亮
龚圣亮牧师是湖北省枣阳市人，华南教会的创始人和领袖，该教派是中国一个家庭教会团契，在几个省份有5万名信徒。
2001年7月，龚圣亮在湖北省钟祥市被捕，同年12月，他被湖北省荆门市中级法院裁定罪名成立，根据中国的反邪教法判处死刑。但由于国际压力，中国放弃了宗教罪名和死刑，并下令重新审判。龚圣亮被裁定强奸罪名，处以终身监禁。
据中国国家宗教事务局发言人以及中国基督教协会的高牧师称，龚圣亮煽动信徒殴打背叛华南教会的人，并使用硫酸让不听话的信徒毁容。此外，他还告诉虔诚的女信徒，必须与他发生性关系，并强奸了8名妇女。中国基督教协会副会长曹圣洁，称龚圣亮的组织是撒旦，要求严厉处理这种对于基督徒而言极其可憎的事。
一些作证反对龚的人后来表示，他们遭到了刑讯逼供。华南教会的一位前领导人刘先枝，得到了美国的庇护，给出了龚圣亮案的细节广泛的证词。还有报道说，他在监狱里遭到殴打和虐待。
龚圣亮在狱中带信给对华援助协会，承认了一些对他的指控，“我认识到这是罪有应得、活该”。对华援助协会进行了一次广泛的独立调查活动，最后在2007年8月公布结论（页面存档备份，存于），认为对龚圣亮的某些指控可能是真实的。这条结论链接已经找不到了。即使是类似的网络传言，也指出龚圣亮的认罪没有具体所指，应理解为基督徒人人都要认罪悔改。即使是网络传言提到龚圣亮的指控无法和他所受刑罚有关，其中一条完全和他本人无关，是其他成年人作为并且是仅够拘留的斗殴罪名。